# Connor Wickham
Connor Ralph Wickham (Hereford, 31 marzo 1993) è un calciatore inglese, attaccante svincolato.

## Carriera

### Club

#### Ipswich Town
All'età di 9 anni inizia a giocare nelle giovanili del Reading, dove rimane fino al 2006, anno in cui si trasferisce all'Ipswich Town; dopo tre anni passati nella Youth Academy del club di Suffolk, fa il salto in prima squadra. L'11 aprile 2009 fa il suo esordio tra i professionisti, all'età di 16 anni e 11 giorni, in una partita di Football League Championship (seconda divisione inglese) persa per 1-3 contro il Doncaster.
Nella stagione seguente segna la sua prima doppietta in carriera, che coincide con il primo gol da professionista, nel match di Football League Cup contro lo Shrewsbury Town (3-3). Qualche settimana più tardi, nella vittoria per 1-0 contro lo Scunthorpe Utd a Portman Road, realizza anche la sua prima rete in campionato. Termina la stagione con 29 presenze e sei gol tra campionato e coppe.
La stagione 2010-2011 vede Wickham grande protagonista: l'attaccante inglese realizza, tra l'altro, la sua prima tripletta in carriera, in un match vinto per 6-0 sul campo del Doncaster. Chiude l'annata con 37 presenze e nove gol in campionato.

#### Sunderland
Il 29 giugno 2011 viene acquistato dal Sunderland per circa dieci milioni di euro. Il 29 ottobre seguente segna il suo primo gol con la nuova maglia, nel pareggio per 2-2 contro l'Aston Villa. Nella stagione 2012-2013 scende in campo soltanto dodici volte in campionato, senza mai andare a segno.

#### Vari prestiti
Dall'8 febbraio 2013 al 14 marzo 2013 gioca in prestito allo Sheffield Weds, realizzando un gol in sei presenze. Il 1º novembre 2013 ritorna allo Sheffield Wednesday, sempre con la formula del prestito.
Il 26 febbraio 2014 passa in prestito al Leeds Utd, con cui disputa cinque partite senza mai segnare.

#### Ritorno al Sunderland
Il 24 marzo 2014 viene richiamato dal Sunderland, in seguito all'infortunio dell'attaccante scozzese Steven Fletcher. Il 16 aprile 2014 realizza la sua prima doppietta in Premier League, nel pareggio per 2-2 contro il Manchester City all'Etihad Stadium, tornando così a segnare in massima serie dopo quasi due anni e mezzo. Si ripete poi qualche giorno più tardi, realizzando una rete a Stamford Bridge contro il Chelsea, nella vittoria per 2-1 dei Black Cats; queste prestazioni gli consentono di vincere il premio di Giocatore del mese della Premier League per la prima volta in carriera.
Nella stagione 2014-2015 colleziona sei reti in 32 presenze tra campionato e coppe.

#### Crystal Palace
Il 3 agosto 2015 viene acquistato per circa dieci milioni di euro dal Crystal Palace, con cui firma un contratto di cinque anni. A causa di un infortunio al legamento crociato del ginocchio destro occorso in una partita di campionato contro lo Swansea City, è costretto a saltare metà della stagione 2016-2017 e l'intera annata 2017-2018. Il 21 ottobre 2018 fa il suo ritorno dall'infortunio dopo quasi due anni, nella partita persa per 0-2 sul campo dell'Everton. Il 21 maggio 2019 prolunga il suo contratto con il Palace per un'altra stagione.

#### Prestito allo Sheffield Wednesday
Il 31 gennaio 2020 passa in prestito fino al termine della stagione allo Sheffield Wednesday.

### Nazionale
Ha giocato nelle nazionali inglesi Under-17 ed Under-19.
Ha partecipato agli Europei Under-21 del 2011 ed a quelli del 2013.

## Statistiche

### Presenze e reti nei club
Statistiche aggiornate al 20 agosto 2022.
| Stagione                   | Squadra                    | Campionato                 | Campionato | Campionato | Coppe nazionali | Coppe nazionali | Coppe nazionali | Coppe continentali | Coppe continentali | Coppe continentali | Altre coppe | Altre coppe | Altre coppe | Totale | Totale |
| Stagione                   | Squadra                    | Comp                       | Pres       | Reti       | Comp            | Pres            | Reti            | Comp               | Pres               | Reti               | Comp        | Pres        | Reti        | Pres   | Reti   |
| -------------------------- | -------------------------- | -------------------------- | ---------- | ---------- | --------------- | --------------- | --------------- | ------------------ | ------------------ | ------------------ | ----------- | ----------- | ----------- | ------ | ------ |
| 2008-2009                  | Ipswich Town               | FLC                        | 2          | 0          | FACup+CdL       | 0+0             | 0               | -                  | -                  | -                  | -           | -           | -           | 2      | 0      |
| 2009-2010                  | Ipswich Town               | FLC                        | 26         | 4          | FACup+CdL       | 1+2             | 0+2             | -                  | -                  | -                  | -           | -           | -           | 29     | 6      |
| 2010-2011                  | Ipswich Town               | FLC                        | 37         | 9          | FACup+CdL       | 1+3             | 0               | -                  | -                  | -                  | -           | -           | -           | 41     | 9      |
| Totale Ipswich Town        | Totale Ipswich Town        | Totale Ipswich Town        | 65         | 13         |                 | 7               | 2               |                    | -                  | -                  |             | -           | -           | 72     | 15     |
| 2011-2012                  | Sunderland                 | PL                         | 16         | 1          | FACup+CdL       | 2+1             | 0               | -                  | -                  | -                  | -           | -           | -           | 19     | 1      |
| 2012-feb. 2013             | Sunderland                 | PL                         | 7          | 0          | FACup+CdL       | 2+0             | 1               | -                  | -                  | -                  | -           | -           | -           | 9      | 1      |
| feb.-mar. 2013             | Sheffield Weds             | FLC                        | 6          | 1          | FACup+CdL       | 0+0             | 0               | -                  | -                  | -                  | -           | -           | -           | 6      | 1      |
| mar.-giu. 2013             | Sunderland                 | PL                         | 5          | 0          | FACup+CdL       | 0+0             | 0               | -                  | -                  | -                  | -           | -           | -           | 5      | 0      |
| ago.-nov. 2013             | Sunderland                 | PL                         | 6          | 0          | FACup+CdL       | 0+2             | 2               | -                  | -                  | -                  | -           | -           | -           | 8      | 2      |
| nov. 2013-feb. 2014        | Sheffield Weds             | FLC                        | 11         | 8          | FACup+CdL       | 0+0             | 0               | -                  | -                  | -                  | -           | -           | -           | 11     | 8      |
| Totale Sheffield Wednesday | Totale Sheffield Wednesday | Totale Sheffield Wednesday | 17         | 9          |                 | 0               | 0               |                    | -                  | -                  |             | -           | -           | 17     | 9      |
| feb.-mar. 2014             | Leeds Utd                  | FLC                        | 5          | 0          | FACup+CdL       | 0+0             | 0               | -                  | -                  | -                  | -           | -           | -           | 5      | 0      |
| mar.-giu. 2014             | Sunderland                 | PL                         | 9          | 5          | FACup+CdL       | 1+0             | 0               | -                  | -                  | -                  | -           | -           | -           | 10     | 5      |
| 2014-2015                  | Sunderland                 | PL                         | 36         | 5          | FACup+CdL       | 3+1             | 0+1             | -                  | -                  | -                  | -           | -           | -           | 40     | 6      |
| Totale Sunderland          | Totale Sunderland          | Totale Sunderland          | 79         | 11         |                 | 12              | 4               |                    | -                  | -                  |             | -           | -           | 91     | 15     |
| 2015-2016                  | Crystal Palace             | PL                         | 21         | 5          | FACup+CdL       | 3+0             | 1               | -                  | -                  | -                  | -           | -           | -           | 24     | 6      |
| 2016-2017                  | Crystal Palace             | PL                         | 8          | 2          | FACup+CdL       | 0+2             | 1               | -                  | -                  | -                  | -           | -           | -           | 10     | 3      |
| 2017-2018                  | Crystal Palace             | PL                         | 0          | 0          | FACup+CdL       | 0+0             | 0               | -                  | -                  | -                  | -           | -           | -           | 0      | 0      |
| 2018-2019                  | Crystal Palace             | PL                         | 6          | 0          | FACup+CdL       | 2+0             | 1               | -                  | -                  | -                  | -           | -           | -           | 8      | 1      |
| 2019-gen. 2020             | Crystal Palace             | PL                         | 6          | 1          | FACup+CdL       | 1+1             | 0               | -                  | -                  | -                  | -           | -           | -           | 8      | 1      |
| gen.-giu.2020              | Sheffield Weds             | FLC                        | 13         | 2          | FACup+CdL       | -               | -               | -                  | -                  | -                  | -           | -           | -           | 13     | 2      |
| 2020-2021                  | Crystal Palace             | PL                         | 0          | 0          | FACup+CdL       | 0               | 0               | -                  | -                  | -                  | -           | -           | -           | 0      | 0      |
| Totale Crystal Palace      | Totale Crystal Palace      | Totale Crystal Palace      | 41         | 8          |                 | 9               | 3               |                    | -                  | -                  |             | -           | -           | 50     | 11     |
| 2021-gen. 2022             | Preston N.E.               | FLC                        | 1          | 0          | FACup+CdL       | 0+1             | 0               | -                  | -                  | -                  | -           | -           | -           | 2      | 0      |
| gen.-giu. 2022             | MK Dons                    | FL1                        | 13+2       | 1+0        | FACup+CdL       | -               | -               | -                  | -                  | -                  | FLT         | -           | -           | 15     | 1      |
| 2022-2023                  | Forest Green               | FL1                        | 2          | 1          | FACup+CdL       | 0               | 0               | -                  | -                  | -                  | FLT         | 0           | 0           | 2      | 1      |
| Totale carriera            | Totale carriera            | Totale carriera            | 238        | 45         |                 | 29              | 9               |                    | -                  | -                  |             | 0           | 0           | 267    | 54     |

## Palmarès

### Nazionale
- Campionato europeo di calcio Under-17: 1

Liechtenstein 2010

### Individuale
- Miglior giocatore degli Europei Under-17: 1

Liechtenstein 2010
- FA Premier League Player of the Month: 1

2013-2014 - Aprile